# 阿爾法島

64°19′S 63°0′W / 64.317°S 63.000°W
阿爾法島（英語：Alpha Island）是南極洲的島嶼，屬於帕默群島中梅爾基奧群島的一部分，處於埃普西隆島和德爾塔島之間，在1927年由英國研究隊繪入地圖，現時由南極條約體系管理。